# Pteris liboensis
Pteris liboensis là một loài thực vật có mạch trong họ Pteridaceae. Loài này được P.S. Wang miêu tả khoa học đầu tiên năm 1987.